# Hostýn
Der Hostýn (deutsch Hostein) ist ein 734 m hoher Wallfahrtsberg in den Hostýnské vrchy (Hosteiner Berge) in Tschechien.

## Geographie
Der Hostýn befindet sich drei Kilometer südöstlich der Stadt Bystřice pod Hostýnem in Mähren. Am westlichen Fuße liegt das Dorf Slavkov pod Hostýnem, im Norden Chvalčova Lhota und Chvalčov. Östlich des Berges bildet die Bystřička ein tief eingeschnittenes Tal.

## Geschichte

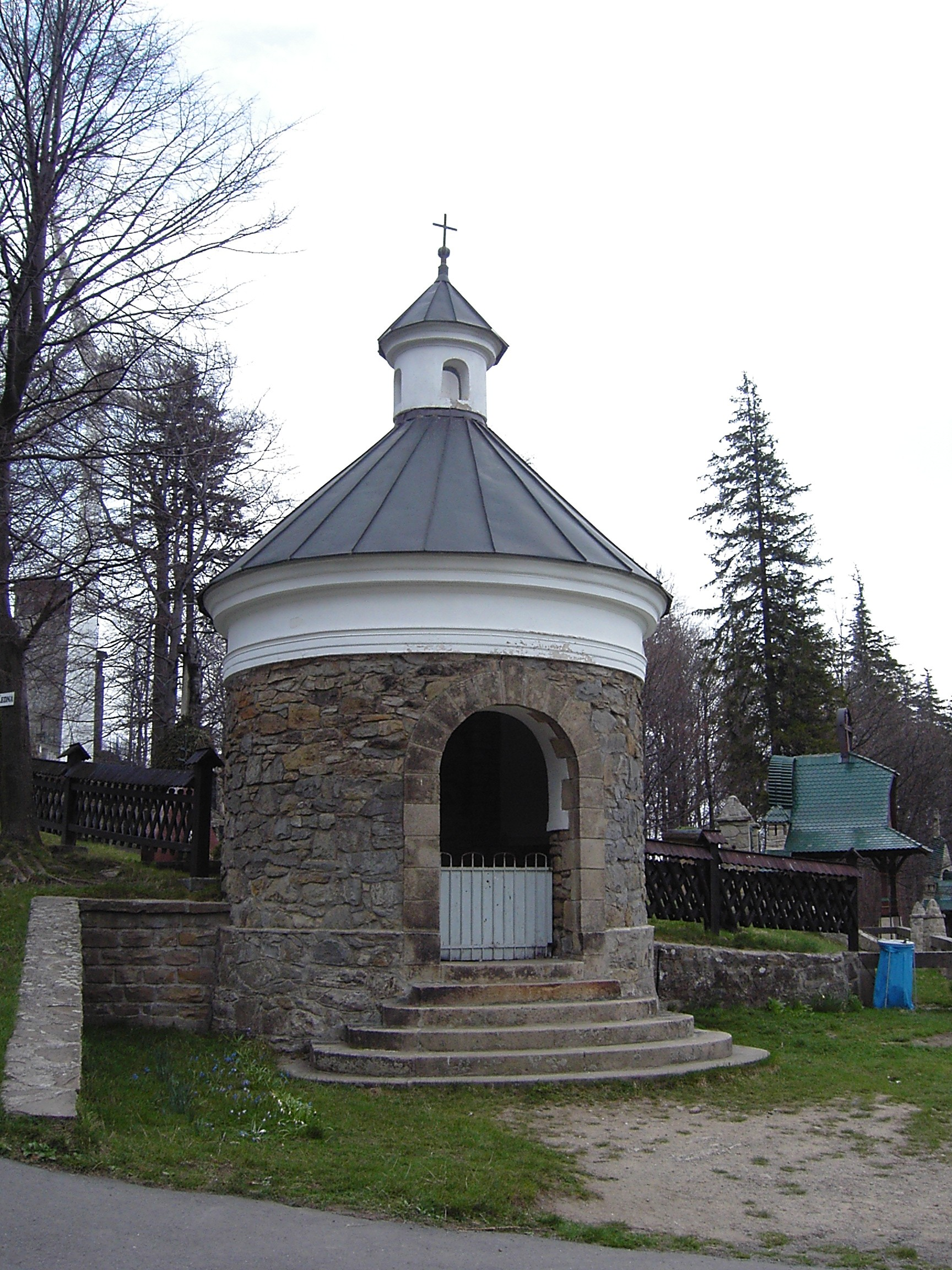
Kapelle auf dem Hostýn

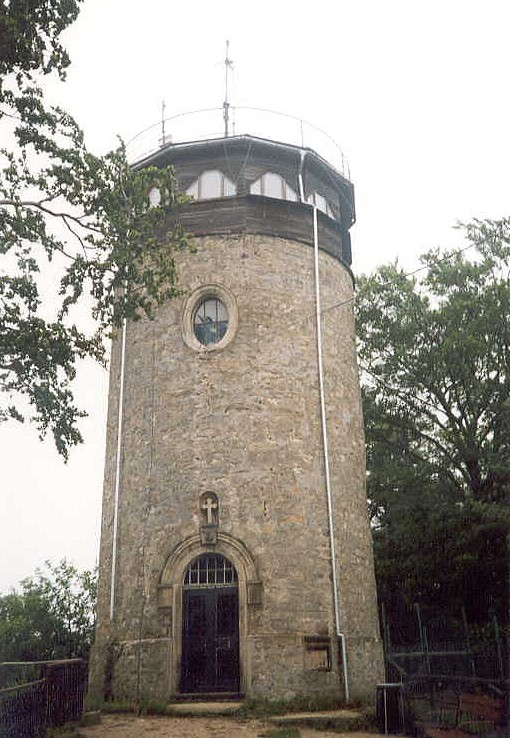
Aussichtsturm

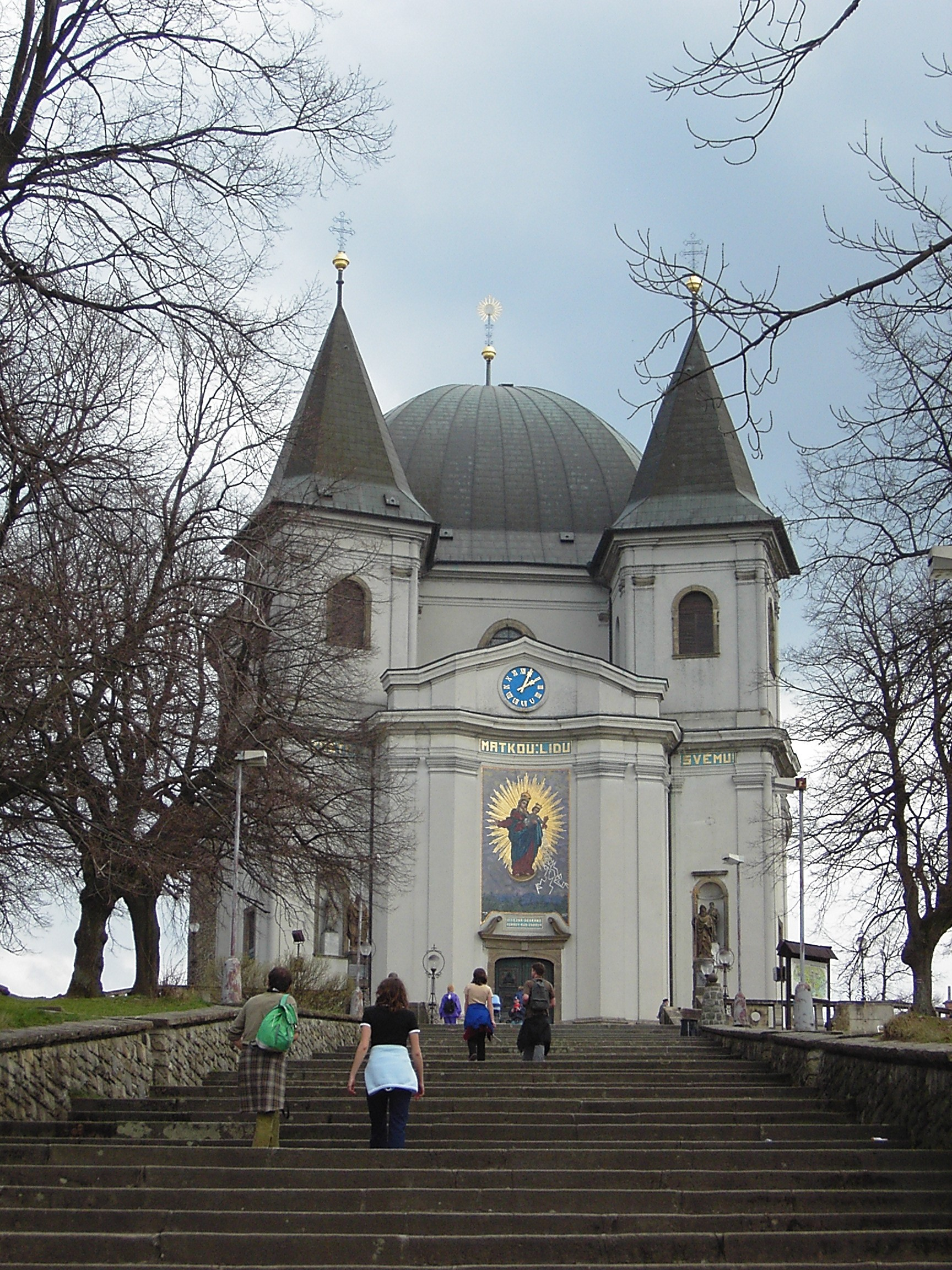
Wallfahrtskirche

Um 200 v. Chr. soll sich auf dem Berg Hostýn ein keltisches Oppidum befunden haben.
Nach einer von Bohuslav Balbín aufgezeichneten Sage versteckten sich auf dem Berg 1241 die Bewohner des Umlandes vor den angreifenden Mongolen. Sie sollen unter Wassermangel gelitten haben, daher beteten sie zur Mutter Gottes. Ihre Gebete sollen erhört worden sein, und es entsprang eine Quelle; zudem zwang ein gewaltiger Sturm die Mongolen zum Rückzug.
Die ursprüngliche Kapelle wurde vermutlich am Ende des 16. Jahrhunderts erbaut. Johann von Rottal ließ sie 1653 vergrößern. Durch den Bystritzer Pfarrer Provazník wurde 1700 an einer am Gipfel entspringenden Quelle die Kapelle „Svatá voda“ (Heiligwasser-Kapelle) errichtet.
Die Basilika „Svatý Hostýn“ (St. Hostein) wurde 1721–1748 durch den Baumeister und Bildhauer Thomas Sturm (Tomáš Šturm) aus Holleschau errichtet. Finanziert wurde der Bau durch Franz Anton von Rottal. Nachdem am 24. September 1769 das Kirchendach und ein Turm durch Blitzschlag ausbrannten, konnten die Schäden nach zwei Jahren mittels Spenden behoben werden.
Während der Josephinischen Reformen erfolgte am 21. April 1784 ein Verbot der Wallfahrten auf den Hostein. Graf Monte dell’Abbate della Rovere, der als Schwiegersohn Franz Anton von Rottals die Herrschaft inzwischen geerbt hatte, ordnete den Abriss der Basilika an. Abgetragen wurden die Türme, das Dach und das Gebälk. Das Gemäuer der Basilika blieb als Ruine auf dem Berge stehen.
Zu Beginn des 19. Jahrhunderts entstand der Wunsch nach einem Wiederaufbau der Wallfahrtskirche. Die Wiederaufnahme der Wallfahrten auf den sagenumwobenen Berg entsprach ganz dem romantisierenden nationaltschechischen Zeitgeschmack nach dem Auftauchen der Königinhofer Handschrift. 1840 stiftete der Besitzer der Herrschaft, Olivier Laudon, 300 Gulden zum Wiederaufbau der Basilika. Pünktlich zur 600-Jahr-Feier des Rückzuges der Tataren vom Hostein war die Kirche 1841 wiederhergestellt.
1887 wurde die Niederlassung der Jesuiten vollendet. 1895 gründete Pfarrer Anton Cyril Stojan, der spätere Bischof von Olmütz, die Gesellschaft „Matice svatohostýnská“, die den Berg vom Freiherrn Laudon erwarb. Es entstanden ein Gasthaus und eine größere Herberge. Zugleich wurde die Kapelle Svatá voda restauriert. 1897 entstand die Engelskapelle, die wegen ausgebliebener Instandsetzungen 1933 einstürzte und abgebrochen wurde. 1898 wurden ein Aussichtsturm und die Kapelle „Zum heiligen Kreuz“ erbaut. Der Kreuzweg entstand nach einem Entwurf des Architekten Dušan Jurkovič 1904–1933.
Wie alle klösterlichen Einrichtungen in der Tschechoslowakei wurde das Kloster am „Svatý Hostýn“ nach der Machtübernahme durch die Kommunisten in der Nacht vom 13. zum 14. April 1950 besetzt und die Jesuiten wurden vertrieben.
1994 wurde auf dem Berg eine Windkraftanlage errichtet. Die Basilika wurde im Januar 2018 zum Nationalen Kulturdenkmal erhoben.